# バリバリ最強No.1
『バリバリ最強No.1』（バリバリさいきょうナンバーワン）は、FEEL SO BADの7作目のシングル。

## 概要
- テレビ朝日系アニメ『地獄先生ぬ〜べ〜』オープニングテーマに起用された。
- サビの部分はベートーヴェンの『交響曲第9番《合唱付き》』から第4楽章「歓喜の歌」をモチーフにしている[1]。
- FEEL SO BAD最大のヒットシングルである。
- オリコンTOP100入りを果たしたシングルは本作が最後である。
- オリックス・バファローズの福田周平が2018年シーズンから2021年まで[2]打席に入る際の登場曲として使用していた[3]。
- 2025年3月17日放送のTBSテレビ『ラヴィット!』にてぼる塾・きりやはるかのリクエストに応える形でFEEL SO BADのメンバーが生出演し、本曲を生演奏で披露した。テレビで同曲を披露するのは29年ぶりとなった[4]。

## 収録曲
全曲　作詞・作曲：川島だりあ・倉田冬樹　編曲：倉田冬樹
1. バリバリ最強No.1
2. 悲しみに逢いたくて